# ロイ＝ナムル島
座標: 北緯9度24分 東経167度29分 / 北緯9.400度 東経167.483度
ロイ＝ナムル島（ロイナムルとう、Roi-Namur）は、マーシャル諸島共和国ラリック列島にあるクェゼリン環礁北部の島。ロイ島（ルオット島）とナムル島の2つの隣接する島からなり、陸橋でつながっている。
第二次世界大戦前に日本軍によって占領された同島は、1944年2月のクェゼリンの戦いにおいて第4海兵師団の目標であった。
同島はロナルド・レーガン弾道ミサイル防衛試験場に勤務する多くのアメリカ人の居住地である。島にはクェゼリン島と連絡するための小型機用滑走路が1本ある。ロイ・ナムル島にはゴルフコース、海水プール、スキューバ・クラブ、映画館、バレーボールおよびバスケットボール・コートがある。
日本に占領されるまで、同島は二つの異なる島として使用されてきた。ナムル側はジャングルに覆われ、衛星追尾施設の拠点である。ロイ側は主な居住地区であり、商業施設の殆どが存在する。住宅局、図書館、体育館、理髪店、スナックバーが一つの建物の中に存在する。店はコンビニエンス・ストアと同じく生活必需品を販売している。9ホールのゴルフコース等もある。
2024年1月、軍施設が高波に襲われ甚大な被害が出た。将来的には温暖化による海面上昇で全島浸水に見舞われると予測されている。